# Kwizerr
Kwizerr (ang. Kerwhizz) – brytyjski program rozrywkowy dla dzieci wyprodukowany przez CBeebies. Serial w Polsce od 5 listopada 2009 roku emitowany na kanale CBeebies.

## Opis fabuły
Trzy drużyny uczestniczą w teleturnieju i odpowiadają na pytania. Zdobyte punkty zamienią na dodatki do ścigaczy.

## Program
Na scenę wchodzi Kwizerrator i przedstawia drużyny: Żółci (Ninka i Gwiazdek), Niebiescy (Twist i Nochal) oraz Różowi (Alfa i Omega). Później rozpoczyna się runda Ropucha, gdzie Ropucha Ropuch zadaje pytania (przykład: Dopasuj kawałek puzzli do reszty albo Dokończ rysunek Ropucha). Za jedną poprawną odpowiedź drużyna otrzymuje punkt.
Rozpoczyna się runda pytań Czkającego Herberta, gdzie Czkawkozaur Herbert pokazuje kilka rzeczy, zjada jedną i drużyna musi zgadnąć którą. Za poprawną odpowiedź otrzymuje się punkt.
Następna runda to runda króla Zapaszka, który chowa się za różnymi rzeczami i Gwiazdek, Nochal i Omega muszą zgadnąć za którą. Za poprawną odpowiedź jedna drużyna otrzymuje „tajemniczy wspomagacz”. Kwizerrator pomaga telewidzom odgadnąć, co jest tajemniczym wspomagaczem, lecz drużynom nie. W dniu „bycia miłym dla przeciwnika” Alfa i Omega nie wzięły tajemniczego wspomagacza, a w odcinku „Szalony rajd golfowy” Twist i Nochal zrobili podobnie.
Na końcu rozpoczyna się runda muzyczna Klawego Kota, który ma dla uczestników zagadkę. Drużyny muszą ją odgadnąć. Po raz kolejny nagrodą jest punkt.
Drużyna, która ma najwięcej punktów, pierwsza wybiera wspomagacz. Drugie miejsce wybiera z dwóch pozostałych, a trzecie miejsce musi wziąć to, co zostało. Rozpoczyna się wyścig, podczas którego drużyny mogą raz skorzystać ze wspomagacza i tajemniczego wspomagacza. Jak mówi Kwizerrator: Dwa kółka po torze i wraca kto może!.

## Wyścigi
- W Odwrotnym Świecie wszystko jest na odwrót (zwalniacz przyśpiesza, latarka ściemnia, i ścigacze jadą w odwrotnych kierunkach, wygrywa ostatnia drużyna itp.)
- W Wystrzałowym wyścigu marzeń jedna z trzech części wyścigu jest przygotowana specjalnie dla Omegi, druga dla Nochala, a trzecia dla Gwiazdka (np. brukselkowy labirynt Nochala).
- Na Autostradzie czterech pór roku każda z trzech części reprezentuje inną porę roku – wiosnę, lato i jesień. Na drugim okrążeniu Kwizerrator dorzucił zimę do każdej z tych części.
- Tor Pysznej autostrady zawiera na poboczach jedzenie.

## Sezony
| Sezon | Ep # | Pierwsza emisja  | Ostatnia emisja | Pierwsza premiera   | Ostatnia premiera    |
| ----- | ---- | ---------------- | --------------- | ------------------- | -------------------- |
| 1     | 26   | 3 listopada 2008 | 11 maja 2009    | 5 października 2009 | 30 października 2009 |
| 2     | 15   | 7 marca 2011     | 25 marca 2011   | 23 stycznia 2012    | 10 lutego 2012       |

## Spis odcinków
| Premiera odcinka | Nr | Tytuł                           | Zwycięzca                          |
| ---------------- | -- | ------------------------------- | ---------------------------------- |
|                  |    |                                 |                                    |
| SERIA PIERWSZA   |    |                                 |                                    |
|                  |    |                                 |                                    |
| 05.10.2009       | 01 | Vegetable Valley Alley          | Twist i Nochal                     |
|                  |    |                                 |                                    |
| 06.10.2009       | 02 | The Slip and Slide Snow Ride    | Alfa i Omega                       |
|                  |    |                                 |                                    |
| 07.10.2009       | 03 | Castle Kingdom                  | Ninka i Gwiazdek                   |
|                  |    |                                 |                                    |
| 08.10.2009       | 04 | Bedroom Zoom                    | Alfa i Omega                       |
|                  |    |                                 |                                    |
| 09.10.2009       | 05 | The Daring Dino Dash            | Twist i Nochal                     |
|                  |    |                                 |                                    |
| 10.10.2009       | 06 | Hat-Trick Highway               | Ninka i Gwiazdek                   |
|                  |    |                                 |                                    |
| 11.10.2009       | 07 | Funfair Freeway                 | Alfa i Omega                       |
|                  |    |                                 |                                    |
| 12.10.2009       | 08 | The Great Space Race            | Ninka i Gwiazdek                   |
|                  |    |                                 |                                    |
| 13.10.2009       | 09 | Bowling Alley Rally             | Twist i Nochal                     |
|                  |    |                                 |                                    |
| 14.10.2009       | 10 | The Ace Choc Chace Race         | Ninka i Gwiazdek                   |
|                  |    |                                 |                                    |
| 15.10.2009       | 11 | Underwater Whizzway             | Alfa i Omega                       |
|                  |    |                                 |                                    |
| 16.10.2009       | 12 | The Supershape Showdown         | Twist i Nochal                     |
|                  |    |                                 |                                    |
| 17.10.2009       | 13 | Egypt World                     | Ninka i Gwiazdek oraz Alfa i Omega |
|                  |    |                                 |                                    |
| 18.10.2009       | 14 | Supermarket Sprint              | Ninka i Gwiazdek                   |
|                  |    |                                 |                                    |
| 19.10.2009       | 15 | Goldfish Gulp                   | Twist i Nochal                     |
|                  |    |                                 |                                    |
| 20.10.2009       | 16 | Whiffy World                    | Ninka i Gwiazdek                   |
|                  |    |                                 |                                    |
| 21.10.2009       | 17 | Opposite World                  | Alfa i Omega                       |
|                  |    |                                 |                                    |
| 22.10.2009       | 18 | Crazy Racy Golf                 | Twist i Nochal                     |
|                  |    |                                 |                                    |
| 23.10.2009       | 19 | Daredevil Dreamway              | Wszyscy                            |
|                  |    |                                 |                                    |
| 24.10.2009       | 20 | The Fairy Tale Trail            | Alfa i Omega                       |
|                  |    |                                 |                                    |
| 25.10.2009       | 21 | The Marvellous Musical Marathon | Ninka i Gwiazdek                   |
|                  |    |                                 |                                    |
| 26.10.2009       | 22 | Party Paradise                  | Alfa i Omega                       |
|                  |    |                                 |                                    |
| 27.10.2009       | 23 | The Four Season Freeway         | Twist i Nochal                     |
|                  |    |                                 |                                    |
| 28.10.2009       | 24 | The Super Ace Rainbow Race      | Alfa i Omega                       |
|                  |    |                                 |                                    |
| 29.10.2009       | 25 | Moonlight Night Flight          | Twist i Nochal                     |
|                  |    |                                 |                                    |
| 30.10.2009       | 26 | Fun Food Freeway                | Ninka i Gwiazdek                   |
|                  |    |                                 |                                    |
| SERIA DRUGA      |    |                                 |                                    |
|                  |    |                                 |                                    |
| 23.01.2012       | 27 | Building Block Rock             | Alfa i Omega                       |
|                  |    |                                 |                                    |
| 24.01.2012       | 28 | The Ker-razy Cave               | Twist i Nochal                     |
|                  |    |                                 |                                    |
| 25.01.2012       | 29 | The Play Place Race             | Ninka i Gwiazdek                   |
|                  |    |                                 |                                    |
| 26.01.2012       | 30 | Spooky Speedway                 | Twist i Nochal                     |
|                  |    |                                 |                                    |
| 27.01.2012       | 31 | The Speedy Greedy Bake Race     | Alfa i Omega                       |
|                  |    |                                 |                                    |
| 30.01.2012       | 32 | Wild West World                 | Ninka i Gwiazdek                   |
|                  |    |                                 |                                    |
| 31.01.2012       | 33 | Overgrown Garden Getaway        | Twist i Nochal                     |
|                  |    |                                 |                                    |
| 01.02.2012       | 34 | City Speedway                   | Alfa i Omega                       |
|                  |    |                                 |                                    |
| 02.02.2012       | 35 | Giant Jungle Jetway             | Ninka i Gwiazdek                   |
|                  |    |                                 |                                    |
| 03.02.2012       | 36 | Arty Crafty Caper               | Twist i Nochal                     |
|                  |    |                                 |                                    |
| 06.02.2012       | 37 | Treasure Island Trail           | Alfa i Omega                       |
|                  |    |                                 |                                    |
| 07.02.2012       | 38 | The Toy Factory Track           | Ninka i Gwiazdek                   |
|                  |    |                                 |                                    |
| 08.02.2012       | 39 | Planet Snout                    | Twist i Nochal                     |
|                  |    |                                 |                                    |
| 09.02.2012       | 40 | The Zoom Around the Moon        | Ninka i Gwiazdek                   |
|                  |    |                                 |                                    |
| 10.02.2012       | 41 | The Deserted Desert Dash        | Wszyscy                            |
|                  |    |                                 |                                    |

## Obsada
- Kriselle Basilio – Ninka
- Alex Velleman – Twist
- Jermaine Woods – Nochal
- Telka Donyai – Alfa
- Yasmin Garrad – Omega